# 異邦人 -シルクロードのテーマ-
「異邦人 -シルクロードのテーマ-」（いほうじん シルクロードのテーマ）は、久保田早紀（現・久米小百合）の楽曲。1979年10月1日に発売されたデビュー・シングルの表題曲で、カップリング曲は「夢飛行」。

## 概要
三洋電機のカラーテレビ ″くっきりタテ7″ のコマーシャルソングとして使用された。後に同社の太陽光発電システム、ソーラーアークのCMにも再使用されている。
なお、本作品のヒットの少し後にブームを巻き起こした『NHK特集 シルクロード』（1980年4月放映開始）とは、直接の関係はない。
元々は「白い朝」というタイトルであったが、「イメージが伝わりにくい」「インパクトが弱い」という理由から、プロデューサーの酒井政利により「異邦人」に変更されたという経緯がある。ちなみにタイトルの候補として「ストレンジャー」「旅人」「エトランゼ」などを考えたが、全て却下され「異邦人」になったが、久保田本人は歌う気持ちにならないくらい気に入らなかったと語っている。また歌詞そのものも、シルクロードをテーマにしたものに合わせ何度も書き直しさせられたとのことである。
この曲は元々、美しい並木道で知られる国鉄国立駅前の大学通りの景色をイメージして書かれたものだった。「子供たちが空に向かい 両手を広げ …」という歌い出しは、歌詞作りに難渋していた久保田が、通学の際に乗っていた国鉄中央線から見える、国立駅近くの空き地で遊ぶ子供たちの姿を電車から見て咄嗟に写しとったものである（久保田は国立市出身）。
本人も「そんな、ふとした瞬間に出来た曲が、ここまでヒットするとは思わなかった。」と語っている。また本人はこの曲が発売されてから半年間はヒットしていくことに戸惑い、その後も「平坦な更地にいきなり10階建のビルが建ってしまい、その後もビルがどんどん大きくなっていった感じ。」と、当時は曲が一人歩きしていることに非常に戸惑っていたそうである。デビューから30年を経て、ラジオにゲスト出演した際に「今ではここまで愛される曲になって、非常に嬉しい。神様のプレゼントだと思っている。」と語った。
編曲は萩田光雄で、元々のアレンジは違っていたそうであるが、プロデューサーの酒井は、電通の藤岡和賀夫の企画により池田満寿夫・阿久悠・横尾忠則・浅井慎平ら計8名のクリエイターと、南太平洋裸足の旅に出掛け、その旅で得た着想を基に、異国を意識したコンセプトの曲を次々と作り出していた（「時間よ止まれ」はイースター島、「いい日旅立ち」は日本）。同年初頭のジュディ・オング「魅せられて」でエーゲ海を題材にしたのに続いて、またこの曲がCMに採用される話が持ち込まれたため、異国情緒に訴える題材としてシルクロードを選び、作詞・作曲者が当初には想定していなかったエキゾチックなイメージを加味し、「－シルクロードのテーマ－」のサブタイトルも付して発売した。シルクロードのイメージを強調させるため、民族楽器のダルシマーも使用され、インパクトのあるイントロは中東風の雰囲気が漂う。
このシングルの中で実際にピアノを弾いているのは、久保田ではなく羽田健太郎である。アルバム『サウダーデ』では、この曲をポルトガルで録音した。
本人によると、レコードジャケットの写真は、吉祥寺の″サムタイム″というライブハウスで撮影されたという。
ブルボンから発売された食玩CD『J'sポップスの巨人たち』にも、久保田早紀の代表曲として「オレンジ・エアメール・スペシャル」と共に収録されている。
2005年にNHKが実施した「スキウタ〜紅白みんなでアンケート〜」で紅組38位にランクインされた。

## コマーシャルに採用された経緯とプロモーション
「くっきりタテ7」のコマーシャルソングの歌手候補として、電通から井上陽水・大橋純子・当時デビュー前の久保田小百合（後の久保田早紀）の3人の候補を提示され、三洋電機の意向により久保田に決定した。歌手の決定後、候補作として三洋電機に2曲が届けられ、一つはこの曲（当時のタイトルは「白い朝」）、もう一つはシルクロードをイメージして書かれた「絹の道」であった。三洋電機の宣伝部長や企画課長、電通は「絹の道」を推したものの、当時三洋電機の営業本部でマーケティング担当だった亀山太一の判断でこの曲に決定した。また、曲の終わりの「ちょっとふり向いてみただけの 異邦人」というフレーズをキャンペーン・ワーズにするよう指示した。
三洋電機はポスターやカタログ・屋外広告・パッケージにこの曲の歌詞とシルクロードの代表的なシーンを掲載させ、CMの放送前から社内・営業所・販売店でテープを流し、放送後は葉書によるリクエスト参加を呼びかけるなど、社を挙げての曲のプロモーションを展開した。
1979年10月1日に「異邦人」のレコードが発売され、同月14日からテレビCMの放送が開始された（当時、三洋電機一社提供の唯一の番組、TBS系『兼高かおる世界の旅』では、毎週放送された）。前述のテレビCM放映などの成果が実り、レコードの売り上げが伸びるなどしてヒットし始め、翌11月19日、久保田はフジテレビ『夜のヒットスタジオ』に初出演を果たすようになる。

## チャート成績
当初からCMにサビの部分が使用され、少しずつ売上を伸ばした。1979年11月12日、「コンフィデンス」（オリコンチャート）で55位に初登場。次第に順位を伸ばし、同年12月10日には1位を獲得した。
同年12月13日、『ザ・ベストテン』に5位で初登場した際、久保田の美しい容姿にも注目が集まった。同年12月27日には1位を獲得、1980年1月17日まで3週連続（正月休みを挟み実質4週）1位を獲得し続け、同年3月6日まで12週連続ランクインした。
1979年12月25日までに、「異邦人」のレコード売上はCBS・ソニー発表で100万枚を突破した。
亀山太一とプロデューサーの酒井政利は当初、ヒットの予想時期を1980年2月末頃とみており、ここまで短期間での大ヒットは予想外であったという。
オリコンチャートの記録で、シングル・レコードの総売上枚数は、144.5万枚である。
時代を超えたロングセラーであり、本作の初出から39年7ヶ月後となる、2019年5月度日本レコード協会発表にてダウンロードでのプラチナ（25万DL）が認定された。

## 収録曲
| 全作曲: 久保田早紀、全編曲: 萩田光雄。 |                                   |                     |            |      |
| #                                      | タイトル                          | 作詞                | 作曲・編曲 | 時間 |
| 1.                                     | 「異邦人 -シルクロードのテーマ-」 | 久保田早紀          | 久保田早紀 | 3:45 |
| 2.                                     | 「夢飛行」                        | 久保田早紀 山川啓介 | 久保田早紀 | 4:15 |
| 合計時間:                              | 合計時間:                         | 合計時間:           | 8:00       |      |

## カバー

### TAK MATSUMOTO featuring ZARDによるカバー
2003年にギタリスト松本孝弘（B'z）がカバー。ボーカリストは、当初からの松本のオーダーで坂井泉水（ZARD）が起用され、坂井もこれを快諾した。フジテレビ系列で放送されたテレビドラマ『あなたの隣に誰かいる』の第4話で挿入歌として起用された。
ミュージック・ビデオが制作されており、BIRDMAN WESTで二人がレコーディング製作に挑む模様で構成されている。坂井の死後、追悼ライブ 『What a beautiful memory 〜forever you〜』にて公開され、2016年4月に発売されたミュージック・ビデオ集『ZARD MUSIC VIDEO COLLECTION 〜25th ANNIVERSARY〜』で映像化された。
カップリング曲として荒井由実（現松任谷由実）のカバー曲「雨の街を」が収録され、こちらにはボーカリストとして松田明子が参加している。
シングルに収録の2曲は、のちに発売されたアルバム『THE HIT PARADE』にも収録されたが、「異邦人」はリミックスが施されたアレンジで収録された。

#### 収録曲（TAK MATSUMOTO featuring ZARD盤シングル）
| 全編曲: 松本孝弘、徳永暁人。 |                                                |            |       |
| #                            | タイトル                                       | 作詞・作曲 | 時間  |
| 1.                           | 「異邦人」(TAK MATSUMOTO featuring ZARD)       | 久保田早紀 | 3:30  |
| 2.                           | 「雨の街を」(TAK MATSUMOTO featuring 松田明子) | 荒井由実   | 5:00  |
| 3.                           | 「異邦人」(VOCAL LESS)                         |            | 3:31  |
| 4.                           | 「雨の街を」(VOCAL LESS)                       |            | 4:56  |
| 合計時間:                    | 合計時間:                                      | 合計時間:  | 16:57 |

#### タイアップ（TAK MATSUMOTO featuring ZARD）
- フジテレビ系火曜9時ドラマ『あなたの隣に誰かいる』第4話挿入歌（#1）

#### 参加ミュージシャン（TAK MATSUMOTO featuring ZARD）
- 松本孝弘：ギター、全曲編曲
- 山木秀夫：ドラム(#1)
- 徳永暁人：ベース、プログラミング、全曲編曲
- 安達昇：コーラス（#1）
- 福田和希：コーラス（#1）

#### 収録アルバム（TAK MATSUMOTO featuring ZARD）
- TAK MATSUMOTO / THE HIT PARADE（#1,2）
  - #1はシングルとは異なるバージョン
- ZARD / ZARD SINGLE COLLECTION 〜20th ANNIVERSARY〜（#1）

### その他のカバー
- 1980年
  - ポーラ・チョイが『行蹤不要問』として広東語でカバー。
  - 笠原弘子がカバー（アレンジ違いで2度）。
- 1991年 - かとうれいこがカバー。
- 1997年 - 野上ゆかながカバー。
- 1998年 - 艾敬が『異郷人（Yìxiāngrén）』として北京語でカバー。「さよなら」だけ日本語。
- 2000年 - Coo:nyaがシングルでカバー。
- 2001年 - MAGUMIがシングルでカバー。
- 2002年 - 中森明菜がアルバム『-ZEROalbum- 歌姫2』でカバー。
- 2003年
  - 石井竜也がアルバム『nipops』の中でカバー。
  - 保田圭がアルバム『FS4 FOLK SONGS 4』の中でカバー。
  - 小柳ゆきがアルバム『KOYANAGI the COVERS PRODUCT 2』の中でカバー。
- 2005年
  - 女子十二楽坊のアルバム『敦煌 〜Romantic Energy〜』の中でカバー。Instrumentalで、オリジナルの後奏が加えられている。
  - 德永英明がアルバム『VOCALIST』の中でカバー。
- 2006年
  - 久嶋美さちがシングルでカバー。
  - チキンガーリックステーキがアルバム『FOUNDATION』の中でカバー。楽曲中の独特な楽器の響きもアカペラで表現されている。
- 2007年 - Acid Black Cherryがシングル『愛してない』でカバー。
- 2008年 - 安蘭けいがシングル『蝶〜Butterfly〜』の中でカバー。
- 2010年 - 稲垣潤一がデュエット・アルバム『男と女3』で、荻野目洋子とのデュエットでカバー。名義は「異邦人(duet with 荻野目洋子)」。
- 2011年
  - ミゲルが『しあわせソングス-初めましてミゲルです☆-』の中でカバー。
  - 岩崎良美がアルバム『色彩の主人公』の中でカバー。
  - 蘭華がアルバム『昭和を詠う〜大切なものへ〜』でカバー（編曲綾部健三郎）
- 2012年 - 柴田淳がアルバム「COVER 70's」の中でカバー。
- 2013年 - EGO-WRAPPIN'がアルバム『steal a person's heart』の初回版特典でカバー。2016年のアルバム『ROUTE 20 HIT THE ROAD』にも収録。
- 2014年
  - 華風月がアルバム「THEME OF 華風月」の中でカバー。
  - 岩佐美咲がシングル「鞆の浦慕情(初回限定盤 CD+DVD)」の中でカバー。
- 2015年
  - PENICILLINがアルバム「Memories〜Japanese Masterpieces〜」の中でカバー。
  - 吉井和哉がアルバム「ヨジー・カズボーン〜裏切リノ街〜」の中でカバー。
- 2016年
  - 原田知世がアルバム『恋愛小説2 -若葉のころ』の中でカバー[20]。
  - 森恵がアルバム『COVERS Grace of The Guitar+』の中でカバー。
  - 渥美二郎がアルバム『ニューミュージック ベストカバーズ』の中でカバー。
- 2017年 - 市川由紀乃がアルバム『唄女II〜昭和歌謡コレクション』の中でカバー。
- 2019年
  - What's Love?が7インチレコード『異邦人 feat. YOU THE ROCK★』でカバー。ヴォーカルはトナミトシエ。B面は別アレンジのインストゥルメンタル。
  - デラックス×デラックスがミニ・アルバム『女を月に例えるなんてハレンチね』の中でカバー。
  - 桑田佳祐がライブビデオ『平成三十年度! 第三回ひとり紅白歌合戦』の中でカバー。
- 2020年
  - Ms.OOJAがアルバム『流しのOOJA 〜VINTAGE SONG COVERS〜』の中でカバー。
  - 宮本浩次がアルバム『ROMANCE』の中でカバー。
  - 上白石萌音がアルバム『note book』2枚組CDのうち、オンライン配信ライブCDでカバー。
  - 半﨑美子がアルバム『うた弁 COVER』の中でカバー。
- 2021年
  - 雨宮天がアルバム『COVERS -Sora Amamiya favorite songs-』の中でカバー[21]。
  - 中澤卓也がアルバム『繋ぐ Vol.3 ～カバー・ソングス III Elements』の中でカバー。
- 2023年
  - The Biscats - 8月23日（配信）、8月30日（CD）発売のカバーアルバム『J-BOP SUMMER』に収録[22]。
  - JUJU - 11月1日発売のカバーアルバム『スナックJUJU ～夜のRequest～『帰ってきたママ』』に収録[23]。
  - tohko - 11月26日発売のカバーアルバム『tohko+MM Covers 〜tohko 25th Anniversary〜』に収録[24]。

その他のカバー
- 庄野真代
- 小出美里